# Johann Joachim Christoph Bode

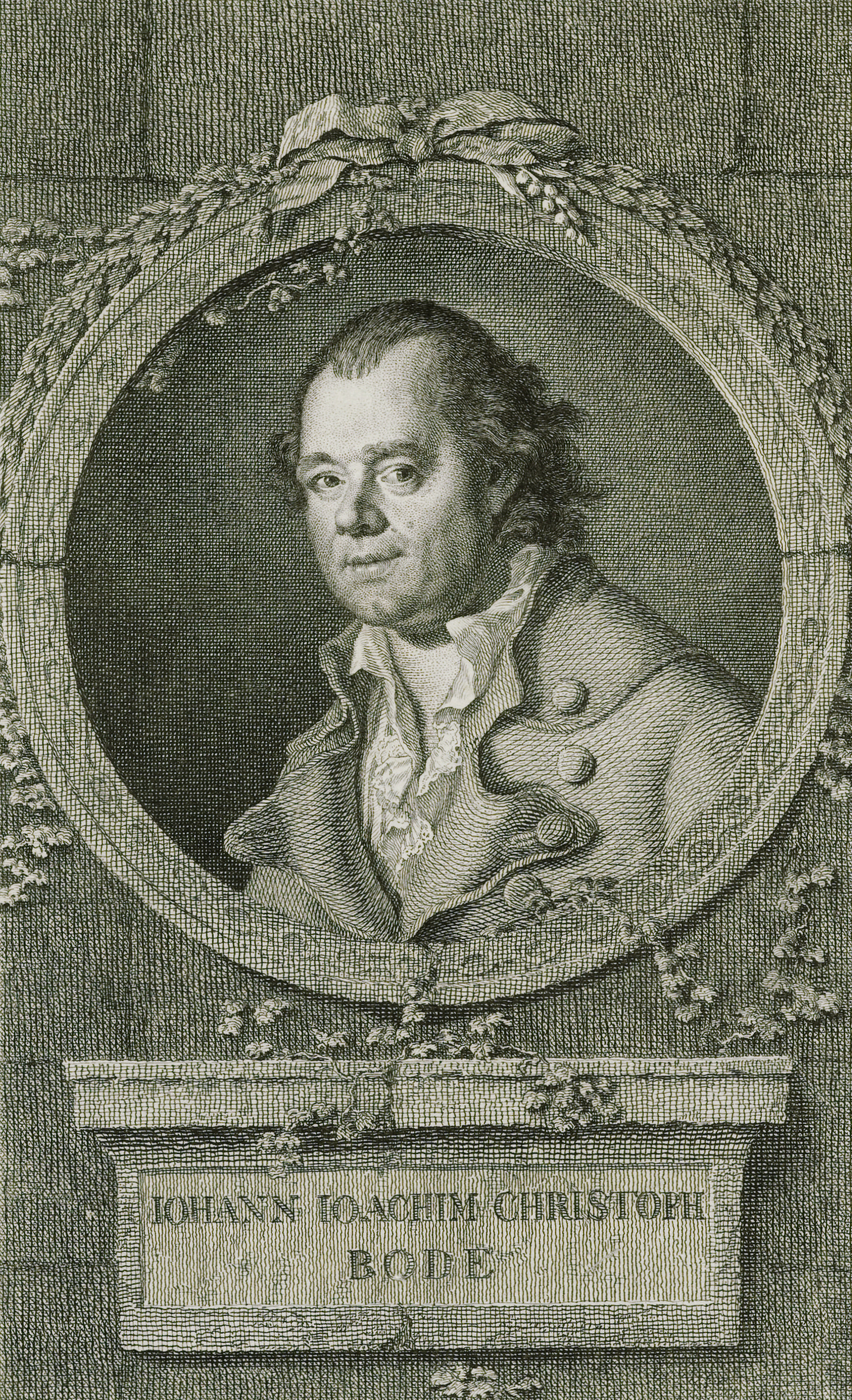
Johann Joachim Christoph Bode, Stich von Eberhard Siegfried Henne nach Johann Ernst Heinsius

Johann Joachim Christoph Bode (* 16. Januar 1730 in Braunschweig; † 13. Dezember 1793 in Weimar) war ein deutscher Journalist, Verleger und einer der bedeutendsten Übersetzer in der Zeit der Aufklärung. Der Freund und Verlagsbuchhändler Friedrich Gottlieb Klopstocks und Gotthold Ephraim Lessings war selbst Aufklärer und führende Persönlichkeit in der Freimaurerei sowie bei den Illuminaten.

## Leben
Bode war der Sohn von Johann Jürgen Bode, einem invaliden Soldaten und Tagelöhner aus Braunschweig, der als Ziegeleiarbeiter in Klein-Schöppenstedt arbeitete und ein Sohn des Hofbesitzers Henning Bode war. Seine Mutter war eine geborene Knigge. Er kam zunächst als Schafhüter zu seinem Großvater nach Barum. Dieser weckte sein Interesse an der Literatur und Musik. Nach dem Tod des Vaters 1744 oder 1745 gab ihn sein Onkel zu dem Braunschweiger Stadtmusikus Kroll in die Lehre, der ihn an Streich- und Blasinstrumenten (insbesondere Geige und Fagott) ausbildete. Nachdem er seinen Gesellenbrief erhalten hatte, war er kurzzeitig Militärmusiker (Oboist) in einem braunschweigisches Regiment. 1749 ging er nach Helmstedt, um sich dort weiterzubilden. Er widmete sich der Vertiefung seiner Kenntnisse in der Geschichte der deutschsprachigen Literatur. Zudem ließ er sich bei dem Kammermusikus Stolze am Fagott ausbilden und erweiterte seine musikalischen Fertigkeiten. Er besuchte die Vorlesungen bei Johann Christoph Stockhausen, der ihm dort Französisch- und Englischunterricht erteilte und zu den schönen Künsten und Wissenschaften referierte. Er wirkte als Cellist auch für Stockhausens „Collegium Musicum“ mit.
1752 trat er in Celle in hannoversche Dienste, komponierte mehrere Konzerte und Solostücke für das Fagott und gab eigene Liederkompositionen heraus. Zudem begann er zu schreiben und veröffentlichte Texte im Braunschweigischen Intelligenzblatt. Er schied 1756 aus dem Militärdienst aus und begab sich 1757, nach dem Tod seiner ersten Frau und einem Kurzaufenthalt in Lüneburg, nach Hamburg, wo er als Sprach- und Musiklehrer arbeitete, und Übersetzungen aus dem Französischen und Englischen anfertigte.

## Wirken als Drucker, Verleger, Übersetzer und Schriftsteller
Seit 1759 arbeitete er für das Hamburger Theater, das Heinrich Gottfried Koch leitete, und lernte Friedrich Gottlieb Klopstock und Gotthold Ephraim Lessing  kennen. Von 1762 bis 1763 war er Redakteur des Hamburgischen Unpartheyischen Correspondenten. Die republikanische Gesinnung des Aufklärers erwuchs in dieser Stadt des norddeutschen Kaufmanns- und Städtebundes, und der dortige Bürgermeister Nicolaus Schuback (1700–1783) öffnete ihm Türen zur hanseatischen Gesellschaft.
Durch seine zweite Heirat kam er in den Besitz eines bedeutenden Vermögens, doch verstarb seine Frau nach wenigen Jahren. Im Jahr 1765 konnte Bode dadurch eine Hamburger Druckerei erwerben, in der unter anderem Lessings Hamburgische Dramaturgie gedruckt wurde. Lessing betreute von Dezember 1766 bis Mai 1770 als Dramaturg das Hamburgische Nationaltheater von Abel Seyler. Beide kamen darin überein, „gemeinschaftliche Sache“ in Bodes Druckerei zu machen, und 1767 gründeten sie die „Buchhandlung der Gelehrten“, einen die an die Druckerei angegliederten Selbstverlag für Autoren. Lessing hatte Bode empfohlen, Laurence Sternes Yoricks empfindsame Reise ins Deutsche zu übertragen, womit tatsächlich auch anschließend ein derartig großer Erfolg in Deutschland gelandet wurde (erschienen in vier Bänden 1768 und 1769), dass diese Literaturepoche Zeit der Empfindsamkeit genannt wurde. „Empfindsam“ war ein Neologismus, zu dem Lessing geraten hatte. Das kooperative Projekt bestand lediglich bis 1768, weil Lessing plante, nach Rom zu gehen und Bode zu unerfahren in der Geschäftsführung war. Bodes Druckerei florierte hingegen. Er druckte Heinrich Wilhelm von Gerstenbergs Ugolino und Johann Ludwig Schlossers Neue Lustspiele, Goethes Götz von Berlichingen, Klopstocks Oden und Friedrich Ludwig Schröders Hamburgisches Theater. Johann Bernhard Basedow und Klopstock erklärten sich bereit, Artikel beizusteuern. Gemeinsam mit Matthias Claudius gründete er den Wandsbecker Bothen. Des Weiteren publizierte er Schriften von Gleim, eine Aufsatzsammlung von Johann Gottfried Herder (1744–1803) (Von deutscher Art und Kunst. Einige fliegende Blätter, 1773), dem umstrittenen Theologen Karl Friedrich Bahrdt (1741–1792) (Merkwürdigkeiten aus der Lebensgeschichte Jesu) und Arbeiten in Kommission, so etwa für Friedrich Nicolai aus Berlin. 1778 gab Bode das Geschäft auf. Die hamburgische Druckerei übernahm deren bisheriger Faktor Johann Matthias Michaelsen, und Georg Joachim Göschen nahm sich der Restbestände in Kommission an.
Durch Bodes weiteres Betätigungsfeld, das Theater, lernte er Georg Philipp Telemann, den Musikdirektor der Stadt kennen und als aktiver Musiker – später war Bode zeitweise Konzertmeister beim Hamburger Konzertsaal „Auf der Kamp“ – Telemanns Nachfolger (seit 1767) Carl Philipp Emanuel Bach, der ein enger Freund von ihm wurde, genauso wie der in Hamburg gastierende Schauspieler Friedrich Ludwig Ulrich Schröder, der zu den berühmtesten Darstellern der Zeit gezählt wird.

## Bode als Freimaurer
Bode war seit 1761 ein begeisterter Anhänger der Freimaurer. Nach Unterlagen der Hamburger Freimaurerloge „Absalom zu den drei Nesseln“ war er von 1765 bis 1768 sowie von 1773 bis 1778 Meister vom Stuhl dieser Loge. An Heinrich Christian Boie, der seit 1770 Mitherausgeber des Göttinger Musenalmanachs war (d. i. die Zeitschrift des Hainbundes), schrieb er in diesem Jahr über sein Vorhaben, einen Freimaurer Almanach zu schreiben. In den Jahren 1776 bis 1779 setzte er dies in die Tat um, und als Almanach oder Taschen-Buch für die Brüder Freymäurer der vereinigten Deutschen Logen, bei dem alle Artikel von ihm stammten, wurde dieses Periodikum der Vorläufer aller deutschen freimaurerischen, regelmäßig erscheinenden Druckwerke; das Erscheinen wurde aber wieder eingestellt, weil seine Freimaurer-Brüder ihm Zensurbestimmungen aufbürdeten, die er nicht bereit war, zu erfüllen. Er trug den Ordensnamen „A[e]melius“ und reiste im Jahr 1787 in „Freimaurerangelegenheiten“ nach Paris. Er galt als einer der bedeutendsten Mitglieder in dem Illuminatenorden von Adam Weishaupt.

## Weimarer Zeit
Auf Gut Borstel machte er 1775 die Bekanntschaft der reichen Gräfin Charitas Emilie von Bernstorff, Witwe des berühmten dänischen Ministers Johann Hartwig Ernst Graf von Bernstorff, der er über Meiningen 1779 als Geschäftsführer und Quasi-Hofmarschall nach Weimar folgte. In Weimar war er bereits 1776 gewesen und hatte dort unter anderem Goethe, Jakob Michael Reinhold Lenz, Christoph Martin Wieland, Friedrich Johann Justin Bertuch, den Kammerpräsidenten Johann August von Kalb (1747–1814) sowie den Herzog Karl August kennengelernt. Bode versuchte nur zum Teil erfolgreich, auf Goethe einen freundschaftlich maßregelnden Einfluss zu nehmen, weil dieser wegen eines ungezügelten Lebenswandels landesweit seinen guten Ruf aufs Spiel setzte, indem er z. B. seinen jüngeren herzoglichen Gebieter dazu animiert haben soll, mit einer Pistole auf die Bibel zu schießen. Es ist nicht auszuschließen, dass dieses Anliegen von Ferdinand von Braunschweig, einem Bundesbruder von Bode und Onkel von Carl Augusts Mutter Anna Amalia, an ihn herangetragen wurde.
Nachdem er für kurze Zeit bei Ernst Carl Constantin von Schardt gewohnt hatte, zog er in das feudale dreiflügelige Gebäude der Gräfin von Bernstorff und wurde ein häufiger und beliebter Gast bei Carl August. Bode legte später im Bernstorffschen Palais, einem spätbarocken Gebäude kaum 100 Meter von Goethes „Haus Am Frauenplan“ entfernt, eine Privatdruckerei an (später Schaller'scher Hof, heute Hotel Am Frauenplan, Brauhausgasse 10), wo er die Schriften zum „Bund der deutschen Freimaurerei“ anfertigte. Er stand in Briefwechsel zu Johann Heinrich Merck, Elisa von der Recke, (1754–1833) und Christine Hess. Eine Freundschaft entwickelte er zu Sophie von La Roche, deren Schriften er ambitioniert publizierte, und traf Friedrich Schiller, der Weimar besuchte. Er begleitete Gesellschaften des Weimarer, Gothaer oder Meininger Hofes, bei denen zuweilen auch Herder und Goethe anwesend waren, auf ihren Reisen in verschiedene Kurbäder. Ebenfalls konnte er sich aufgrund des Vermögens der Gräfin Bernstorff eigenen Reisen widmen, die ihn z. B. wieder nach Hamburg oder Braunschweig führten. Sein bekanntester Ausflug sollte der nach Frankreich im Jahre 1787 werden, wobei er keinen guten Eindruck von jenem Land mitnahm. Schiller berichtete in einem Brief an Christian Gottfried Körner, wie Bode ihm mitgeteilt habe, „daß er in Betreff der Maurerei aus Paris etwas Erhebliches mitgebracht habe“ (Schiller Nationalausgabe 24, Nr. 100.)

## Familie

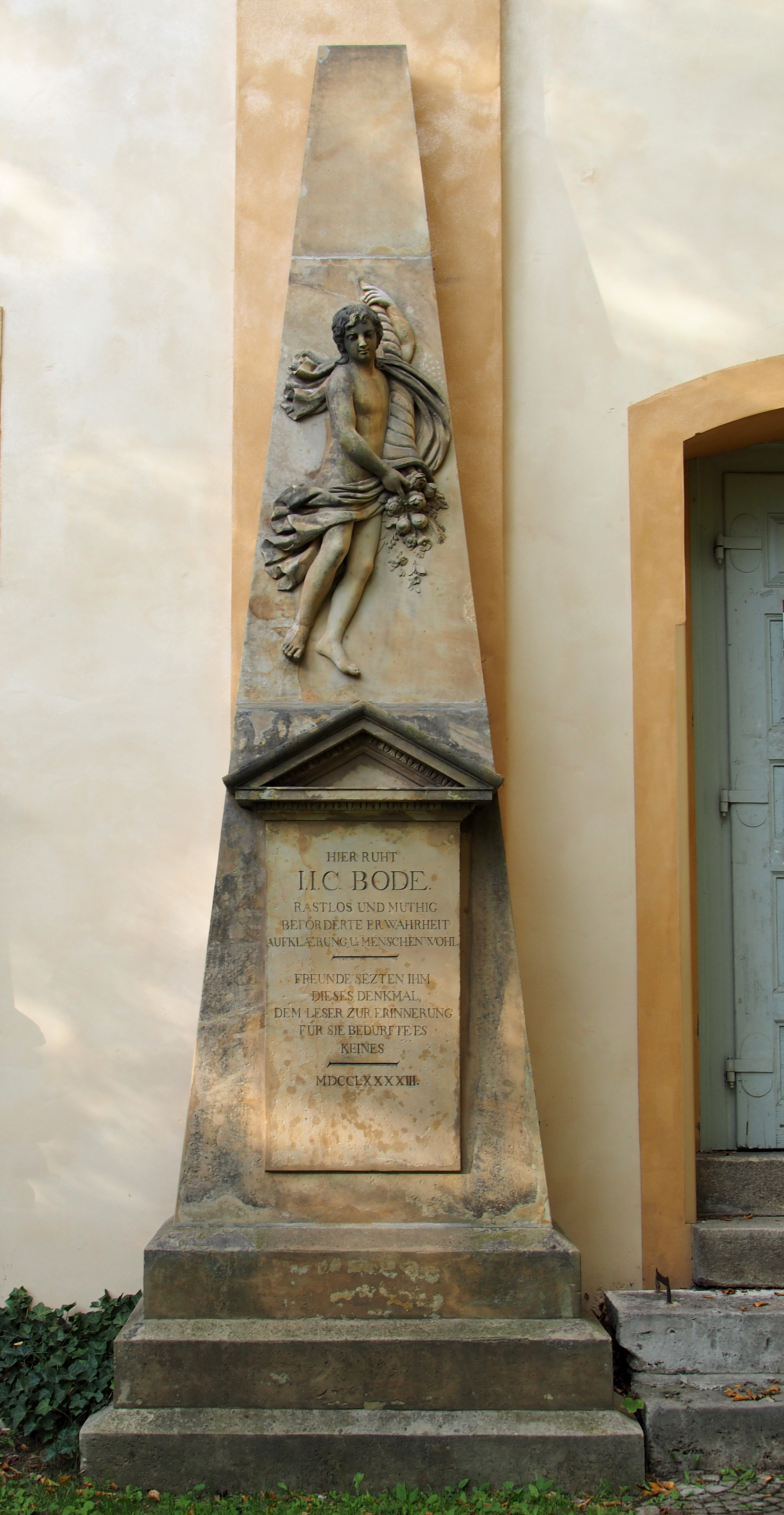
Bodes Grabstein auf dem Jakobsfriedhof in Weimar

Bode war dreimal verheiratet und hatte mehrere Kinder, die alle jung verstarben, so dass er keine Erben hinterließ:
- 1749 (als 19-jähriger) mit Johanne Marie Louvise (geborene Reinecken; † 1756), die Tochter eines Braunschweiger Instrumentenmachers.[1]
- 4. April 1765 mit Simonetta (geborene Tamm, 1745–1766), die Tochter des Hamburger Kaufmanns und Ratsherrn Simon Tamm (1710–1761), war seine Musikschülerin. Sie starb nach einem Sturz vom Pferd.
- 1768 mit Metta Maria (geborene Bohn, 1743–1777), eine Tochter des Hamburger Buchhändlers und Verlegers Johann Karl Bohn (1712–1777).

Bode starb am 13. Dezember 1793 in Weimar und wurde auf dem Jacobsfriedhof Weimar beigesetzt.

## Übersetzungen
- Laurence Sterne: Yoricks empfindsame Reise. Hamburg 1768, 5. Aufl. 1804
- Charles Burney: Carl Burney’s der Musik Doctors Tagebuch seiner Musikalischen Reisen. Aus dem Englische übersetzt. 3 Bände (Von Bode nur Band 2 und 3, Band 1 ist von Christoph Daniel Ebeling übersetzt). Bode, Hamburg 1772–1773
- Laurence Sterne: Tristram Schandis Leben und Meynungen. Hamburg 1774, 9 Bde.
- Tobias Georg Smollet: Humphry Clinkers Reisen. Leipzig 1772
- Oliver Goldsmith: Der Dorfprediger von Wakefield. Leipzig 1776
- Henry Fielding: Tom Jones. Leipzig 1786–88, 6 Bde.
- Michel de Montaigne: Gedanken und Meinungen. Berlin 1793–97, 7 Bände (archive.org).

## Bodes privates Werk
- Freimaurerschriften und Nachlaß, die sog. Schwedenkiste; sie wurde nach Bodes Tod von Herzog Ernst II. von Sachsen-Gotha-Altenburg gekauft. Der Bestand hatte, zusammen mit anderen Materialien, danach ein wechselvolles Schicksal.

## Ehrungen
- 1778: Herzoglich Sachsen-Meiningscher Hofrat[1] durch Herzogin Charlotte Amalia ernannt
- 1782: Herzoglich Sachsen-Gothaischer Legationsrat[1]
- 1791: Hessen-Darmstädtischer Geheimer Rat[1]
- Deutscher Übersetzerfonds: „Johann-Joachim-Christoph-Bode-Stipendium“ für Literaturübersetzer, ein Mentorenprogramm